# Hestur
Hestur (más néven Hestoy, dánul: Hestø) egy sziget Feröeren. Nevének jelentése  feröeri nyelven ló.

## Földrajz

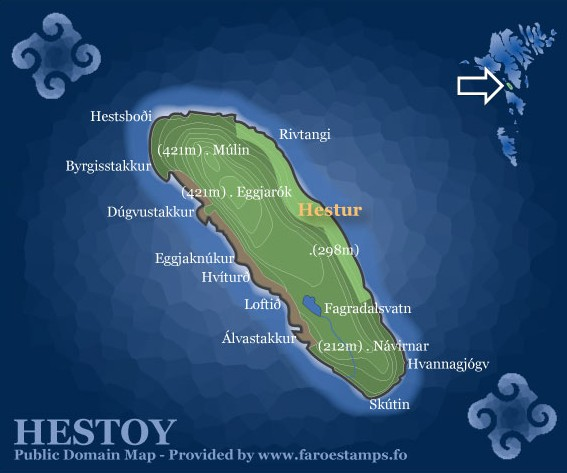
Hestur térképe

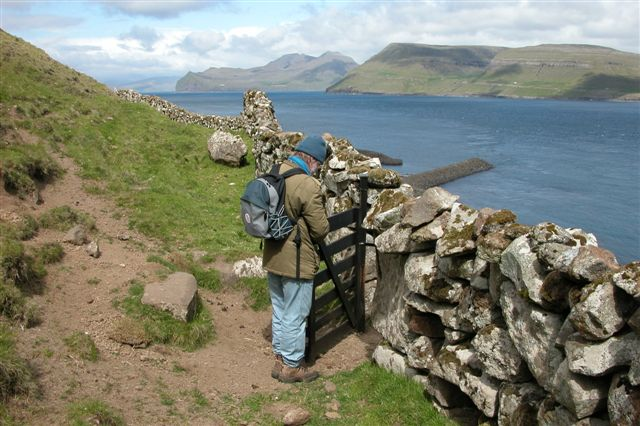
Hestur

A sziget területe 5,90 km². Streymoytól nyugatra és Kolturtól délre fekszik. Keleti partja meredek hegyoldal, csak Hestur településnél alkalmas kikötésre. A nyugati partot meredek sziklafalak alkotják, melyek számos madárfajnak adnak otthont (ilyen például a lumma). Hegyes, tűszerű sziklái közül leghíresebb az Álvastakkur. A madársziklák alatt barlangok húzódnak meg, amelyekben időnként koncerteket tartanak. A sziget legdélibb pontján világítótorony van.
Négy hegy található a szigeten: Nakkur (296 m), Múlin (421 m), Eggjarók (421 m) és Álvastakkur (125 m). A sziget teteje viszonylag lapos terület négy apró, idilli tóval, melyek közül a legnagyobb Fagradalsvatn, illetve egy másik a Hálsvatn.

### Élővilág
A sziget madárvilága nemzetközi jelentőségű; a fészkelőhelyek gyakorlatilag körülölelik a szigetet. Évente mintegy 70 000 pár tengeri madár költ ezen a területen. A legjelentősebb fajok a lunda (25 000 pár), a háromujjú csüllő (26 100 pár), az európai viharfecske (5000 pár), a lumma (2300 egyed) és a fekete lumma (50 pár).

## Történelem
Hestur már a viking kor óta lakott. Legrégebbi települése a ma már nem lakott Hælur a sziget déli végén, ahol a mezőgazdasághoz kedvezőbbek voltak a feltételek. Halászatot azonban onnan nem lehetett folytatni, ezért költöztek át a lakók a keleti partra.

## Népesség
A szigeten egyetlen település található: Hestur. A déli részen fekvő Hælurt ma már nem lakják.
| Év              | Lakosság |
| --------------- | -------- |
| 1986. január 1. | 57       |
| 1991. január 1. | 56       |
| 1996. január 1. | 43       |
| 2001. január 1. | 51       |
| 2006. január 1. | 37       |